# Echthromyrmex insularis
Echthromyrmex insularis is een insect uit de familie van de mierenleeuwen (Myrmeleontidae), die tot de orde netvleugeligen (Neuroptera) behoort. 
Echthromyrmex insularis is voor het eerst wetenschappelijk beschreven door Kimmins in 1961.